# Kong Xiangxi
Kong Xiangxi, na Zachodzie znany jako H. H. Kung (ur. 11 września 1881, zm. 16 sierpnia 1967) – chiński bankier i biznesmen, mąż Song Ailing (od 1914). Według rodzinnego drzewa genealogicznego był 75. w linii prostej potomkiem Konfucjusza.
Ukończył Oberlin College i Uniwersytet Yale.
W okresie tzw. dekady nankińskiej (1927–1937) był jednym z czołowych oligarchów finansowych wywierających silny wpływ na rządy w państwie. Był najbogatszym człowiekiem w ówczesnych Chinach. W latach 1928–1931 piastował urząd ministra przemysłu i handlu, zaś w latach 1933–1944 ministra finansów.
Od 1931 zasiadał we władzach Kuomintangu. W 1937 stał na czele oficjalnej chińskiej delegacji, która złożyła wizytę w III Rzeszy. W okresie od 1 stycznia 1938 do 20 listopada 1939 sprawował urząd premiera Chin.
W 1944 wycofał się z życia politycznego, po czym wyjechał do Stanów Zjednoczonych.